# Soriculus minor
Soriculus minor és una espècie de mamífer eulipotifle de la família de les musaranyes (Soricidae). Viu a Assam (nord-est de l'Índia). Té una llargada de cap a gropa de 62-77 mm, la cua de 31,5-43 mm i un pes de 7,7-12,1 g, cosa que en fa l'espècie més petita del gènere Soriculus. Té el pelatge gris fosc a negre. És el tàxon germà de S. beibengensis. En el passat, ha estat classificat com a subespècie de S. nigrescens o de l'espècie actualment denominada Episoriculus leucops. El seu nom específic, minor, significa ‘menor’ en llatí.